# Браминска червейница
Браминска червейница (Ramphotyphlops braminus) е дребна змия от семейство Червейници. Нарича се още саксиена змия, грънчарска змия, змия пътешественик, браминска сляпа змия и др. В миналото се е смятало, че змията принадлежи към рода на същинските червейници (Typhlops), но впоследствие се е оказало, че не е така. Класифицирана е 23 различни пъти! Към род Ramphotyphlops принадлежат още 57 вида.

## Физически характеристики
Смята се за втората най-малка змия на планетата. Външно наподобява голям червей. По-малка от нея е само Малгашката петниста червейница (Tiphlops reuteri). На дължина достига около 9 cm (максимална 17,5 cm). Цветът ѝ е най-разнообразен, най-често в различни нюанси на кафявото. Може да е червеникава, на бели точки, чисто черна, жълтеникава. Има малък шипообразен израстък в края на опашката. Върхът на носа е твърд. Дълго време погрешно се е смятало, че е сляпа. Може да вижда, макар и лошо. Очите ѝ са скрити под кожата, покрити с люспи. Зъбите са почти изчезнали.

## Разпространение и местообитание
Никой не знае коя е родината на вида, предполага се, че най-вероятно е полуостров Индостан. За нейна родина се посочват Индия, Мадагаскар, Зондските острови и други острови в Тихия и Индийския океан. От най-дълбока древност до днешни дни, човекът неволно я разнася навсякъде – в саксии с цветя, корабен баласт (пръст) и др. Среща се по цялото Земно кълбо. Аклиматизира се много лесно и бързо се превръща в местен вид. Разпространена е в САЩ (Масачузетс, Флорида, Луизиана), Централна Америка, Карибските о-ви, Южна Америка (до Аржентина и Уругвай на юг), Северна Австралия, Хавайските о-ви, Азия (от Северен Китай до Арабския полуостров), о-в Окинава, Африка (на юг от Сахара и Средиземноморието). В много части на света може да се срещне в дворове, градски паркове, домашни саксии и др. Намирана е и на сравнително голяма надморска височина от 1500 m, в Гватемала. Счита се, че това е най-разпространената и многочислена змия.

## Начин на живот и хранене
Живее в горните слоеве на почвата, под камъни и в пясък. Рие земята доста добре и се придвижва сравнително бързо под нея. Често се намира в мравуняци и термитници. Храни се с различни насекоми, мравки, термити, червеи и охлюви.

## Размножаване
Снася от 2 до 8 яйца с размер от 3 до 10 mm. Характерна за нея е партеногенезата. При липса на мъжки, някои от женските развиват мъжки полови органи, както и потомство от неоплодени яйца.

## Взаимоотношения с хората
На някои места в Индия, Тайланд и Бирма смятат вида за свещен.
Освен нея, още много видове червейници се разпространяват по същия начин.